# Wilhelm August Friedrich Genßler
Wilhelm August Friedrich Genßler (* 6. März 1793 in Ostheim vor der Rhön; † 20. Januar 1858 in Coburg) war ein deutscher evangelischer Geistlicher.

## Leben
Wilhelm August Friedrich Genßler wurde als zweiter Sohn des Christian Ernst Genßler (* 1758; † 1846), Diakon und Pfarrer in Völkershausen und späterer Konsistorialrat und Superintendent in Kaltennordheim und dessen Ehefrau Juliana Christina, geb. Thon (* 29. März 1765 in Ostheim vor der Rhön; † 31. Mai 1825 ebenda), eine Tochter des Hofrates und Amtmann Heinrich Christian Caspar Thon (1730–1807) geboren.
Seine Geschwister waren:
- Julius Christian Gottlieb Caspar (* 1. Januar 1791; † 1847), Arzt in Rodach;
- Christiana Johann Friederika (* 5. Dezember 1794; † 23. November 1850);
- Carl Ernst (* 14. Oktober 1797; † unbekannt), Hofprediger in Coburg;
- Anna Wilhelmine Caroline Luise Juliana (* 31. Oktober 1800 in Kaltennordheim; † unbekannt), verheiratet mit Friedrich Wilhelm Witthauer (1797–1877), Tuchhändler;
- Ernst Christian Friedrich Heinrich Carl (* 16. Juli 1803 in Kaltennordheim; † 19. Juli 1860 in Geisa), Justizrat in Geisa, verheiratet mit Eva Margareta (1813–1850), geb. Eichhorn;
- Gustav Heinrich (* 12. April 1807 in Kaltennordheim; † 24. April 1807 ebenda).

Er besuchte sowohl die öffentliche Schule in Ostheim vor der Rhön als auch in Kaltennordheim, als sein Vater dort das Amt des Superintendenten 1800 antrat, dazu erhielt er auch Unterricht bei einem Hauslehrer. 1807 besuchte er das Gymnasium Eisenach beim Direktor Albert Christian Meineke (1757–1807) und den dortigen Lehrern Franz Christoph Frenzel (1770–1840), Schneider, Friedrich Christian Gottlieb Perlet (1767–1828), Immanuel Christian Ernst Görwitz(1767–?), hierzu war er im Haus des Generalsuperintendenten  Johann Friedrich Haberfeld (1770–1816) untergebracht. Nach Beendigung des Gymnasiums begann er 1810 ein Studium der Theologie und Philologie an der Universität Jena und hörte Vorlesungen bei Heinrich Karl Eichstädt, Johann Jakob Griesbach, Johann Philipp Gabler, Johann Christian Wilhelm Augusti, Heinrich August Schott, Ludwig Friedrich Otto Baumgarten-Crusius und Karl Friedrich Bachmann.
1813 erhielt er durch die philosophische Fakultät der Universität Jena die Doktorwürde und übernahm gleichzeitig die Leitung der Privat-Lehranstalt, die von Dr. Klein gegründet worden war und an der er bereits 1812 Lehrer wurde. 1814 erwarb er sich durch öffentliche Disputation das Recht Vorlesungen zu halten, trat dann jedoch im gleichen Jahr die Konrektorstelle am Lyzeum in Saalfeld an. Er erhielt durch den regierenden Herzog Ernst I. 1817 die Stelle des zweiten Hofpredigers in Coburg und wurde zum Professor an dem dortigen Casimirianum befördert. 1821 erfolgte seine Beförderung zum ersten Hofprediger und 1825 wurde er Konsistorialassessor.
1826 wurde er zum Generalsuperintendenten und Oberpfarrer in der Morizkirche ernannt und blieb als Oberhofprediger und Beichtvater der herzoglichen Familie, Mitglied des geistlichen Hofministeriums, als dasselbe 1828 geschaffen wurde. In dieser Aufgabe übernahm er auch das coburgische Volksschulwesen und führte als erstes gesetzlich Sommerschulen auf dem Land ein, und das Präzeptorschulen (Schulen in Ortschaften, in der sich keine Kirche befand und die von Lehrergehilfen geführt wurden) aufgehoben und ein coburgisches Lehrer-Seminar gegründet wurde. Die Aufhebung der Präzeptorschulen geschah derart, das nahe beieinanderliegende Schulen zu einer ordentlichen Schule vereint wurden. Gleichzeitig bemühte er sich um die innere Organisation und Reformation des coburgischen Schulwesen.
1830 verlieh ihm die theologische Fakultät der Universität Jena die Doktorwürde und im gleichen Jahr erhielt er eine goldene Gedächtnismünze vom Magistrat.
In seine Dienstzeit fiel die Ausrichtung von drei Jubelfeiern, so die Dreihundertjahr-Feier anlässlich der Reformation 1817, die Dreihundertjahr-Feier zum Augsburger Konfessionsbekenntnis 1830 und die Hundertjahr-Feier zur Einweihung der Schlosskirche 1838. 1818 führte er die Taufe bei Ernst II. und 1819 bei Albert von Sachsen-Coburg und Gotha, der die spätere britische Königin Victoria heiratete, durch; beide konfirmierte er, gemeinsam mit Alexander Friedrich Wilhelm von Württemberg, 1835. 1817 leitete er die Trauerfeierlichkeiten bei der Beisetzung der sterblichen Überreste des Herzogs Franz in dem neuen Familiengrab im Coburger Hofgarten, dort setzte er auch 1829 Caroline Ulrike Amalie von Sachsen-Coburg-Saalfeld und 1831 die Mutter von Ernst I., Auguste Reuß zu Ebersdorf, im Mausoleum bei. 1818 traute er die Ehe des Herzogs von Kent Edward Augustus mit Fürstin Victoire von Sachsen-Coburg-Saalfeld und 1832 die Ehe des regierenden Herrscherpaares Ernst I. mit Marie von Württemberg. 1832 wurde das fünfundzwanzigjährige Regierungsjubiläum des Landesherrn kirchlich gefeiert. In den Jahren 1832, 1834 und 1836 taufte er die Prinzen und die Prinzessin zu Reuß Schleiz. Anlässlich der Eröffnung der Landtage in den Jahren 1821, 1824, 1829, 1834 hielt er die Andachtsstunden. 1832 weihte er die neue Bürgerschule in Coburg und 1834 die Evangelisch-lutherische Pfarrkirche Scheuerfeld ein.
Wilhelm August Friedrich Genßler war seit dem 4. Juni 1816 verheiratet mit Amalie Wilhelmine Caroline (* 1795; † 1866), älteste Tochter des akademischen Buchhändlers Hieronymus Wilhelm Christian Seidler (1765–1811) verheiratet. Gemeinsam hatten sie sechs Söhne und vier Töchter. Von seinen Kindern sind namentlich bekannt:
- Therese (* 1818 † 1888), verheiratet mit dem Geheimen Konsistorialrat Johann Christoph Florschütz (1794–1882), der auch der langjährige Hofmeister und Erzieher der beiden gothaischen Prinzen Ernst und Albert war;
- Nanny Dorothea Friederike (* 4. Juni 1824 in Coburg; † 19. Januar 1900 in Jena), verheiratet mit Carl Ludwig Wilibald Grimm, Hochschullehrer an der Universität Jena.

## Mitgliedschaften
Wilhelm August Friedrich Genßler wurde 1810 Mitglied der lateinischen Gesellschaft in Jena. 1812 wurde er bei der Gründung der homilitischen Gesellschaft in Jena aufgenommen und 1813 erfolgte die Aufnahme in die mineralogische Gesellschaft Societät für die gesammte Mineralogie zu Jena.

## Ehrungen
1834 erhielt er vom Herzog Ernst I. das silberne Verdienstkreuz des Ernestinischen Hausordens.

## Schriften (Auswahl)
- Aristotelis hymnus in Virtutem. Jenae, Schreiber, 1813.
- Nachricht über das zu Jena bestehende Lehrinstitut für Knaben. Jena, Schreiber, 1813.
- Dissertatio critica Scripturae Sacrae doctrinam de naturali hominum vitiositate retractans. Jenae, Schreiber, 1814.
- Vita M. Jo. Casp. Aquilae, primi Saalfeldanarum ecclesiarum Superintendentis. Jenae, Schreiber, 1816.
- Abschiedsgruß an unsern theuren Freund Herrn Dr. Wilh. Aug. Friedr. Genßler, bei seinem Abgange nach Coburg als Hofprediger und Professor am 2ten September 1817. Saalfeld Wiedemann, 1817.
- Einige Worte bey der hohen Vermählung Seiner Königlichen Hoheit, des Herrn, Herrn Eduard, Herzogs von Kent mit der Durchlauchtigsten Fürstin und Frau, Frau Victorie, gebornen Herzogin zu Sachsen den 29sten May 1818 zu Coburg in der Ehrenburg gesprochen. Coburg Ahl, 1818.
- Observationum in quosdam Scriptorum Romanorum locos specimen: Indicendis festis diebus instituti Gymnasii Casimiriani memoriae d. 3. Jul. solenni oratione instaurandae sacris Synodi auctoritate. Coburgi, Ahl, 1818.
- Einige Reden nach der höchsterfreulichen glücklichen Entbindung der durchlauchtigsten Herzogin und Frau Frau Luise, regierenden Herzogin zu Sachsen Coburg-Saalfeld, u.s.w., bey der Taufe des neugebornen durchlauchtigsten Herrn Erbprinzen Herrn August Ernst Carl Johannes Leopold Alexander Eduard und bey der Aussegnung der durchlauchtigsten Frau Mutter gesprochen. Coburg Ahl, 1818.
- Christliche Amtsreden bey der feyerlichen Taufe des Durchlauchtigsten Prinzen und Herrn, Herrn Franz August Carl Albrecht Emanuel ; bey der Aussegnung der Durchlauchtigsten Frau Wöchnerin und Höchstdero glücklichem Kirchgange gehalten. Coburg Verl. der Wittwenversorgungs-Casse, 1819.
- Memoriam viri magnifici Caroli Gottlobii Hoflenderi: civibus commendat simulque ad audiendam orationem solemnem diei natali gymnasii nostri sacram. Coburgi, Ahl, 1820.
- Ernst August von Donop; Wilhelm August Friedrich Genßler; Johann Ernst von Gruner: Drey Reden bey der feyerlichen Eröffnung des Landtages: Coburg den 20ten März 1821. Coburg Ahl, 1821.
- Analectorum ad editionum M. Fabii Quintilianiu Spaldingianam specimen: observationes ad librum X. continens; Festschrift des Gymnasiums Casimirianum zu Coburg. Coburgum 1822.
- Worte christlicher Liebe: Trauerrede auf Franziska von Wangenheim, geb. von Böhlau, Oberhofmeisterin der Herzogin Luise zu Sachsen-Coburg-Saalfeld, † 1824. Coburg 1824.
- Dem Hochwürdigen Herrn, Herrn Johann Christian Hohnbaum, Herzogl. S.C.S. Pfarrer und Superintendenten zu Rodach, bringt, zu dessen funfzigjähriger Amtsjubelfeier, am 10ten Februar 1825, seine herzlichsten Glückwünsche dar. Coburg Ahl, 1825.
- Predigt zum Antritte des Oberpfarramts an der Hauptkirche zu St. Moriz in Coburg am 9. Sonntage p. Trinit. 1826. Coburg 1826.
- Am Grabe des Herrn Geheimenrath's Oswald von Coburg, Freiherrn von Coburg. 1827.
- Ordinationsrede. 1828.
- Die Säcularfeier der Augsburgischen Confession in der Herzogl. S. Residenzstadt Coburg. Coburg Meusel 1830.
- Die Feier der evangelischen Jubelfeste in dem Herzogthume S. Coburg: eine Sammlung der früheren Verordnungen, Abkündigungen und Festgebete mit einigen geschichtlichen Erläuterungen. Coburg, Meusel  1830.
- Worte christlichen Trostes und dankbarster Verehrung bey dem höchstschmerzlichen Ableben der weiland Durchlauchtigsten Herzogin und Frau, Frau Auguste Caroline Sophie, verwittweten Herzogin zu Sachsen Coburg. Coburg, Dietz, 1831.
- Christliche Amtsreden bei der feierlichen Confirmation und der ersten Abendmahlsfeier der Durchlauchtigsten Prinzen, Ernst und Albert zu Sachsen Coburg und Gotha u.s.w. am 12. April 1835. Coburg, Dietz, 1832.
- Geistliche Reden bei verschiedenen Amtsverrichtungen. Leipzig, Barth, 1836.
- Rede bei der feierlichen Uebergabe einer neuen Fahne an das Herzogl. S. Coburg-Gothaische Infanterieregiment am 18. September 1836. Coburg Hofbuchdruckerei 1836.
- Die herzogliche Hofkirche zu Ehrenburg in Coburg, seit dem Zeitalter der Reformation Biografische Daten ab S. 175 f. Coburg 1838.
- Wie der evangelische Christ die Bewegungen der Zeit in dem Schooße der christlichen Kirche zu betrachten hat: Predigt am Sonntage Cantate 1845. Coburg: Herzogl. Hofbuchdr. 1845.
- Sr. Hochwürden Magnificenz Herrn Wilhelm August Friedrich Genßler am 23. Juli 1851 bei der Jubelfeier seiner fünfundzwanzigjährigen Amtsführung als Generalsuperintendent mit innigster Verehrung und aufrichtigster Liebe überreicht von der gesammten Geistlichkeit des Herzogthums S. Coburg. Coburg Dietz 1851.
- Einladungsschrift zu der öffentlichen Prüfung des Gymnasium Casimirianum am 26. März 1858. Coburg Dietz 1858.
- Gedächtnißreden am Tage der Beerdigung des weiland Herrn Generalsuperintendenten Dr. Genßler: gehalten von den Diaconen der Hauptkirche zu St. Moriz. Coburg Dietz 1858.